# Evi Reçi
Evi Reçi, född 30 april 1990 i Durrës, är en albansk sångerska bosatt i Florens.

## Biografi
Reçi föddes i den albanska kuststaden Durrës år 1990, men flyttade och växte upp i Greklands huvudstad Aten. Hon har studerat klassiskt piano och sång. År 2007 deltog hon i Top Fest 4 med låten "Me ty pa ty" med vilken hon slutade inom topp tio. Under samma år deltog hon i Kënga Magjike 9 med låten "Zjarrë i harruar" med vilken hon inte tog sig till finalen, men låten nominerades till priset för bästa Dancelåt. Året därpå deltog hon i Kënga Magjike igen, denna gång med låten "Ëndërr e etur". I Kënga Magjike 11 år 2009 deltog hon med låten "Jeton tek ti", komponerad av Flori Mumajesi. I finalen tilldelades hon TV-priset. År 2010 släppte hon sin första musikvideo, en duett med Flori Mumajesi med titeln "I ngjan asaj". I december 2010 släppte hon sin första solomusikvideo med låten "Dhe jemi të dy". I maj 2012 släppte hon musikvideon till singeln "Zhdukem ngadalë", som spelats in i Florens. Låten var ett samarbete med Flori Mumajesi och producerades av Threedots Productions.
2013 medverkade hon som gäst i det populära humorprogrammet Apartamenti 2XL på Vizion Plus. I december 2014 var hon en av sju jurymedlemmar i Festivali i Këngës 53, som utsåg Elhaida Dani till representant i Eurovision Song Contest 2015.

## Diskografi

### Singlar
- 2007 – "Me ty pa ty"
- 2007 – "Zjarrë i harruar"
- 2008 – "Ëndërr e etur"
- 2009 – "Jeton tek ti"
- 2010 – "I ngjan asaj" (feat. Flori)
- 2010 – "Dhe jemi të dy"
- 2011 – "Whatever Dream"
- 2012 – "Zhdukem ngadalë"
- 2013 – "Si limonade"
- 2015 – "Merr guximin (fër fër fër)"